# Amrít

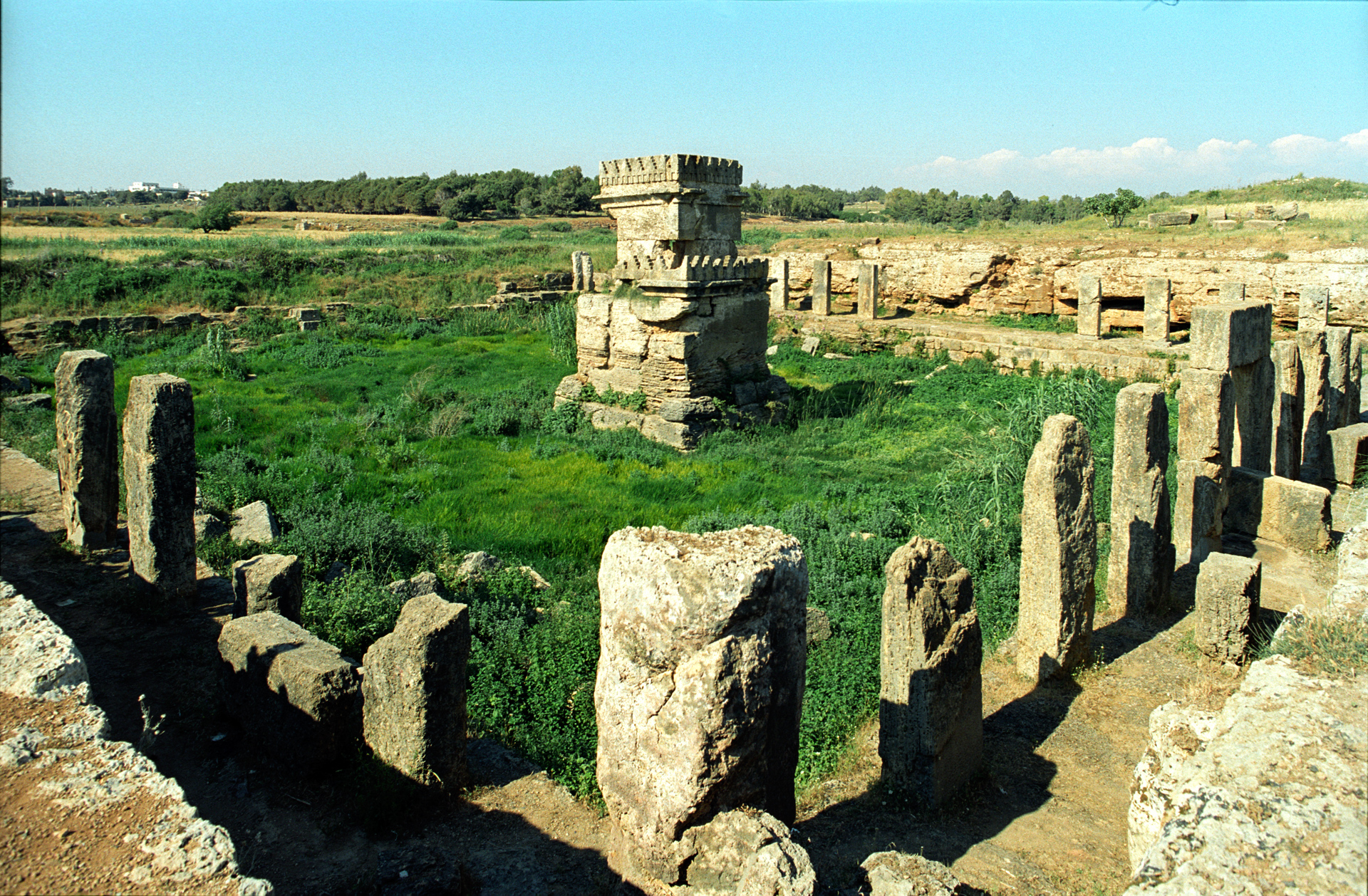
Az amríti templom délnyugat felől

Amrít (arabul عمريت – ʿAmrīt, görög nyelven Marathosz vagy Marathiasz)  ókori föníciai település a mai Szíria területén, a Tartúsz kormányzóságban, Tartúsz kikötővárosától hét kilométerre délre, az Amrít-patak két partján.

## Története
Az amríti tell első rétegei a Kr. e. 3. évezredből, az amurrúk idejéből származnak, de a várost magát valószínűleg a 2,5 kilométerrel nyugatabbra fekvő Arvád szigetének lakói alapították szárazföldi bázisként. A délebbi kereskedővárosokkal (így Szidónnal, Türosszal és Büblosszal) vetélkedő Arvád a fénykorát Ugarit Kr. e. 1200 táján bekövetkezett bukása után élte, amríti elővárosának vallási és világi épületei jórészt a Kr. e. 539-ben bekövetkezett perzsa hódítás utáni időkből származnak (a főtemplom a század végéről). Egyes elképzelések szerint a perzsa uralom válságakor, a Kr. e. 4. században már megkárosították a templomot, bár az még működött, amikor Nagy Sándor Kr. e. 330-ban elvonult a város mellett. Amrít fokozatosan elvesztette jelentőségét, helyét a kedvezőbb kikötési lehetőségeket kínáló Antaradosz, a mai Tartúsz elődje vette át néhány kilométerrel északabbra. Marathosz római hódítás (Kr. e. 64) idején már elnéptelenedett. Feltárását és részleges restaurációját 1955-től francia-szír közös expedíció végezte.

## Romjai

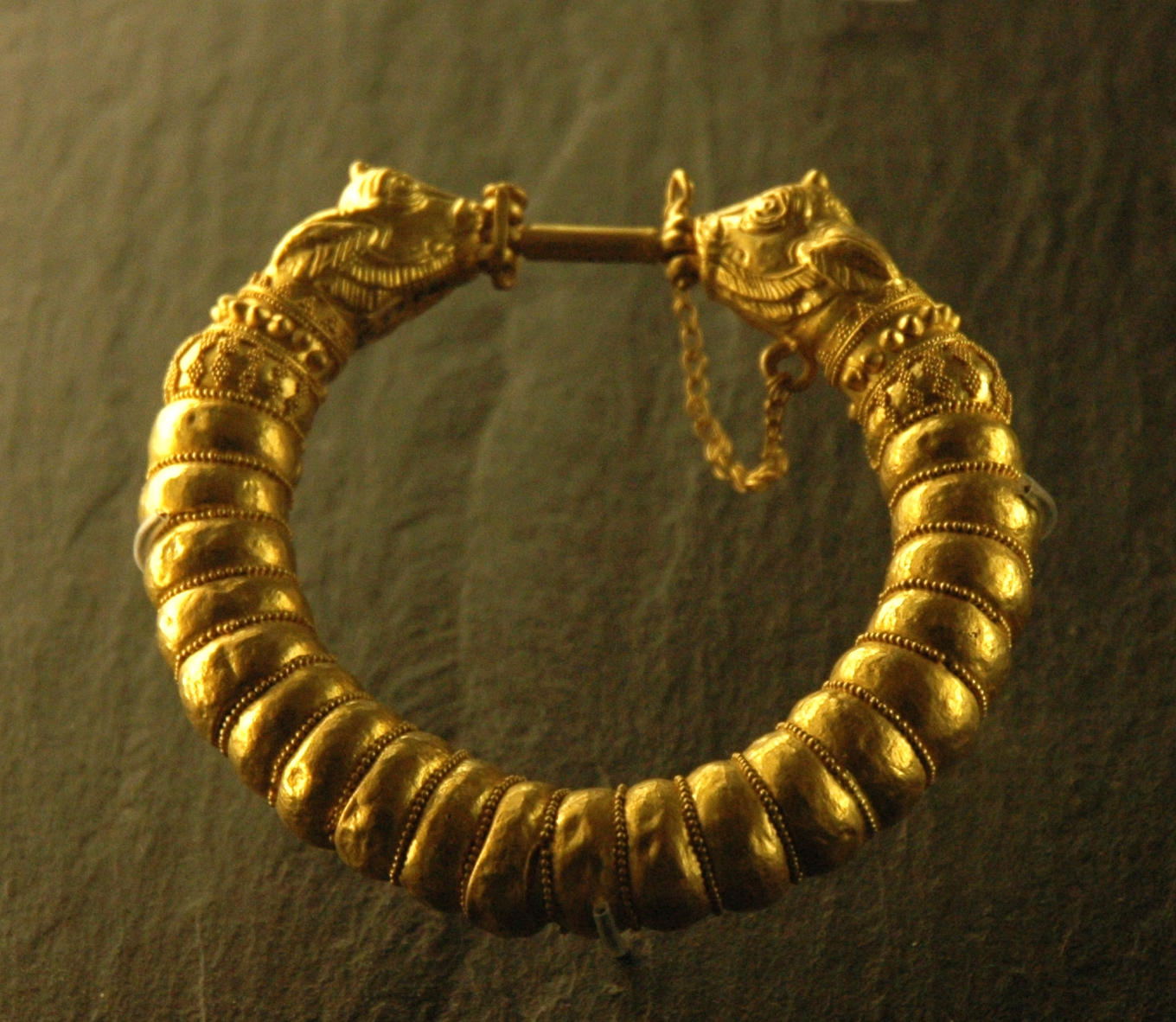
Amrítban talált karkötő a Kr. e. 5. vagy 4. századból (Louvre)

Amrít leglátványosabb maradványa a részben restaurált szentély, amit a görög időkben Héraklésszel azonosított Melkart számára építettek egyiptomi és mezopotámiai hatásokat is magán viselő stílusban egy gyógyítónak hitt forrás közelébe. (Utóbb emiatt Melkartot az egyiptomi Esmunnal is azonosították.) A forrás vizét egy 48×39 méteres alapterületű, sziklába vájt mesterséges tóba vezették, amelynek a közepén áll a sziklára épített, kicsiny szentély, amit egyiptomias stílusú, lépcsős oromzatfríz fed. A szentélyt szintén Egyiptomra emlékeztető módon csupasz, téglatest alakú oszlopokból álló oszlopsor övezte déli, nyugati és keleti oldalán, amelynek tetején végig oromzat húzódott. A keleti és nyugati oszlopsor egy-egy toronyhoz vezetett (mezopotámiai hatás), az ezek közti nyílt téren állt a déli szentély felé néző, magas oltár.
A másik legnagyobb maradvány a város 230×30 méteres stadionjáé, amelyet a Kr. e. 4. században építettek és a Kr. e. 3. századig használtak. Emellett délebbre különféle síremlékek (két nagy torony, sírkamrák) kerültek elő, de ezek jelenleg katonai övezetbe esnek, látogatásuk korlátozott.